# Heinrich II. von Montfaucon
Heinrich II. von Montfaucon (* um 1360; † 28. September 1396 in Nikopolis) war Herr von Orbe, Echallens, Oron, Palézieux und Montagny-le-Corbe.

## Leben
Heinrich war der Sohn von Etienne de Montfaucon, Graf von Mömpelgard (Montbéliard) und der Margarete von Chalon, einer Tochter von Johann II. von Chalon-Arly. 
Heinrich nahm an Feldzügen in Flandern und im Wallis teil. 1393 war er Kammerherr von Herzog Philipp dem Kühnen von Burgund. Heinrich beteiligte sich am Kreuzzug des ungarischen Königs Sigismund gegen die Türken, dabei fiel er 1396 in der Schlacht von Nikopolis. Als sein Vater 1397 starb, erlosch das Haus Montfaucon und die Grafschaft Mömpelgard fiel durch die Heirat von Heinrichs Tochter Henriette mit Graf Eberhard IV. an das Haus Württemberg.

## Nachkommen
Heinrich heiratete 1383 Maria von Châtillon († 1394), eine Tochter von Gaucher VI. von Châtillon. Sie hatten vier Kinder:
- Henriette (* 1383/87; † 1444) ⚭ Eberhard IV. (* 1388; † 1419), Graf von Württemberg
- Margarete († 1410) ⚭ Humbert von Villersexel, Graf von la Roche-en-Montagne
- Johanna († 1445) ⚭ Ludwig von Chalon (* 1390; † 1463), Fürst von Orange
- Agnes († 1439) ⚭ Thibaut VIII. († 1459), Herr von Neuchâtel

Nach Marias Tod heiratete Heinrich 1396 Beatrix von Fürstenberg, Tochter von Graf Heinrich IV. von Fürstenberg,